# .lt
A .lt Litvánia internetes legfelső szintű tartomány kódja, melyet 1992-ben hoztak létre.